# Arco de Triunfo de Palmira
El Arco de Triunfo de Palmira fue un antiguo arco de la Época romana, de unos 2000 años de antigüedad, situado en la parte arqueológica de la ciudad de Palmira, en Siria.

## Historia

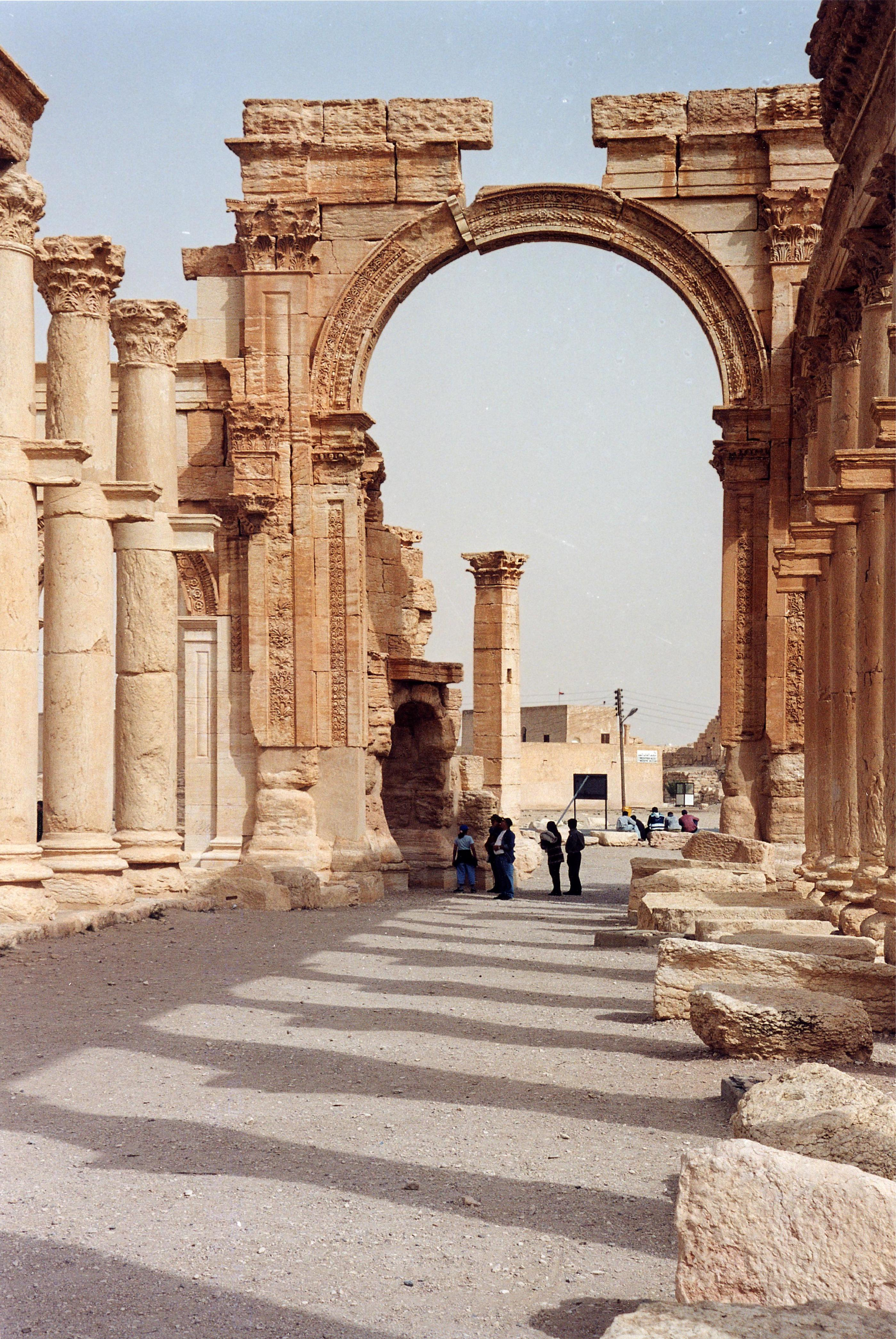
La Gran Columnata y el Arco de Triunfo.

Inscripciones encontradas indicaban que fue construido en el siglo II d. C. bajo mandato de Septimio Severo, probablemente para celebrar las victorias del emperador romano sobre los partos a finales de siglo. El arco y las pilastras estaban cuidadosamente talladas, con motivos florales, palmeras y ornamentos geométricos típicos sirios. Su diseño presentaba una característica especial: se duplicaron los dos arcos laterales —puertas— que tenía a ambos lados y se les dio una orientación diferente a cada par para minimizar el ángulo de 30 grados que forma la Gran Columnata, la calle que cruzaba la ciudad; tenía dos fachadas laterales, con cada par de los arcos laterales alineados con cada una de las dos secciones de la calle principal, formando una especie de «V», y así el arco parecía perpendicular a ambos lados.
En 1980 fue declarado Patrimonio de la Humanidad por la UNESCO dentro del conjunto «Sitio de Palmira» y el 20 de junio de 2013 se incluyó a todos los sitios arqueológicos sirios en la lista del Patrimonio de la Humanidad en peligro para alertar sobre los riesgos a que estaban expuestos debido a la Guerra civil siria. En octubre del año 2015 fue dinamitado y destruido por el Estado Islámico.